# Platycheirus
Genre
Platycheirus est un genre d'insectes diptères du sous-ordre des Brachycera (les Brachycera sont des mouches muscoïdes aux antennes courtes), de la famille des Syrphidae et de la sous-famille des Syrphinae.

## Systématique
Le genre Platycheirus a été créé en 1828 par les entomologistes français Amédée Louis Michel Lepeletier (1770-1845) et Jean Guillaume Audinet-Serville (1775-1858).

## Liste d'espèces
Sous-genre : Carposcalis Enderlein, 1938
- Platycheirus bertrandi (Kolenati, 1913)[1]
- Platycheirus confusus (Curran, 1925)
- Platycheirus fenestratum (Macquart, 1842)[2]
- Platycheirus longigena (Enderlein, 1912)[1]
- Platycheirus lundbecki (Collin, 1931)
- Platycheirus lundbladi Enderlein, 1940
- Platycheirus stegnus (Say, 1829)
- Platycheirus trichopus (Thomson, 1869)
- Platycheirus willistoni (Goot, 1964)

Sous-genre : Eocheilosia Hull, 1949
- Platycheirus antipodus (Hull, 1949b)
- Platycheirus captalis (Miller, 1924)
- Platycheirus clarkei Miller, 1921
- Platycheirus cunninghami (Miller, 1921)
- Platycheirus fulvipes (Miller, 1924)
- Platycheirus harrisi (Miller, 1921)
- Platycheirus howesii (Miller, 1921)
- Platycheirus huttoni Thompson in Thompson & Vockeroth, 1989
- Platycheirus leptospermi (Miller, 1921)
- Platycheirus lignudus Miller, 1921
- Platycheirus myersii (Miller, 1924)
- Platycheirus notatus (Bigot, 1884)
- Platycheirus ronanus (Miller, 1921)

Sous-genre : Pachysphyria
- Platycheirus ambiguus (Fallén, 1817)
- Platycheirus barkalovi Mutin, 1999[4]
- Platycheirus brunnifrons Nielsen 2004[4]
- Platycheirus dexter (Harris, 1780)
- Platycheirus immaculatus Ohara, 1980[4]

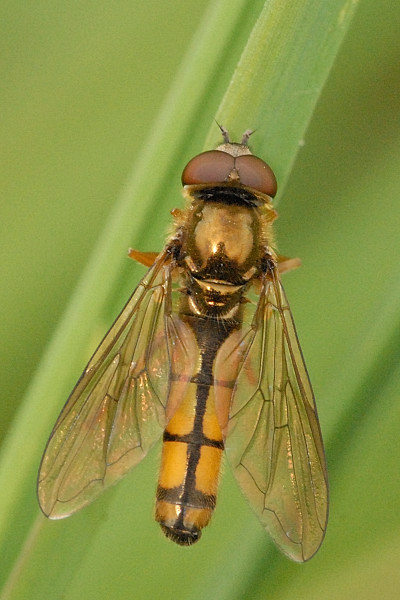
Platycheirus fulviventris mâle.

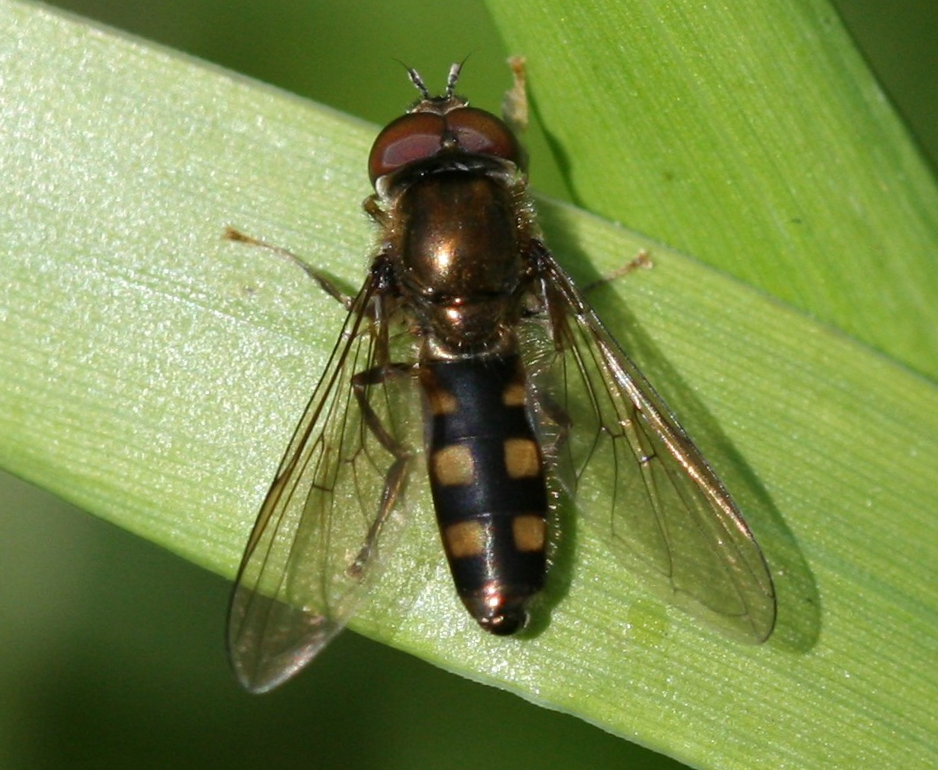
Platycheirus peltatus mâle.

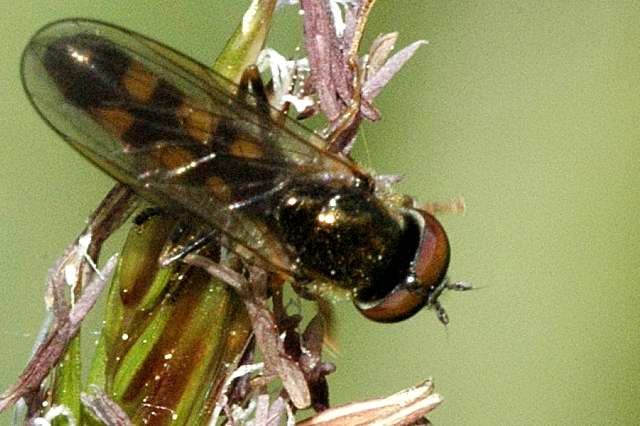
Platycheirus clypeatus mâle.

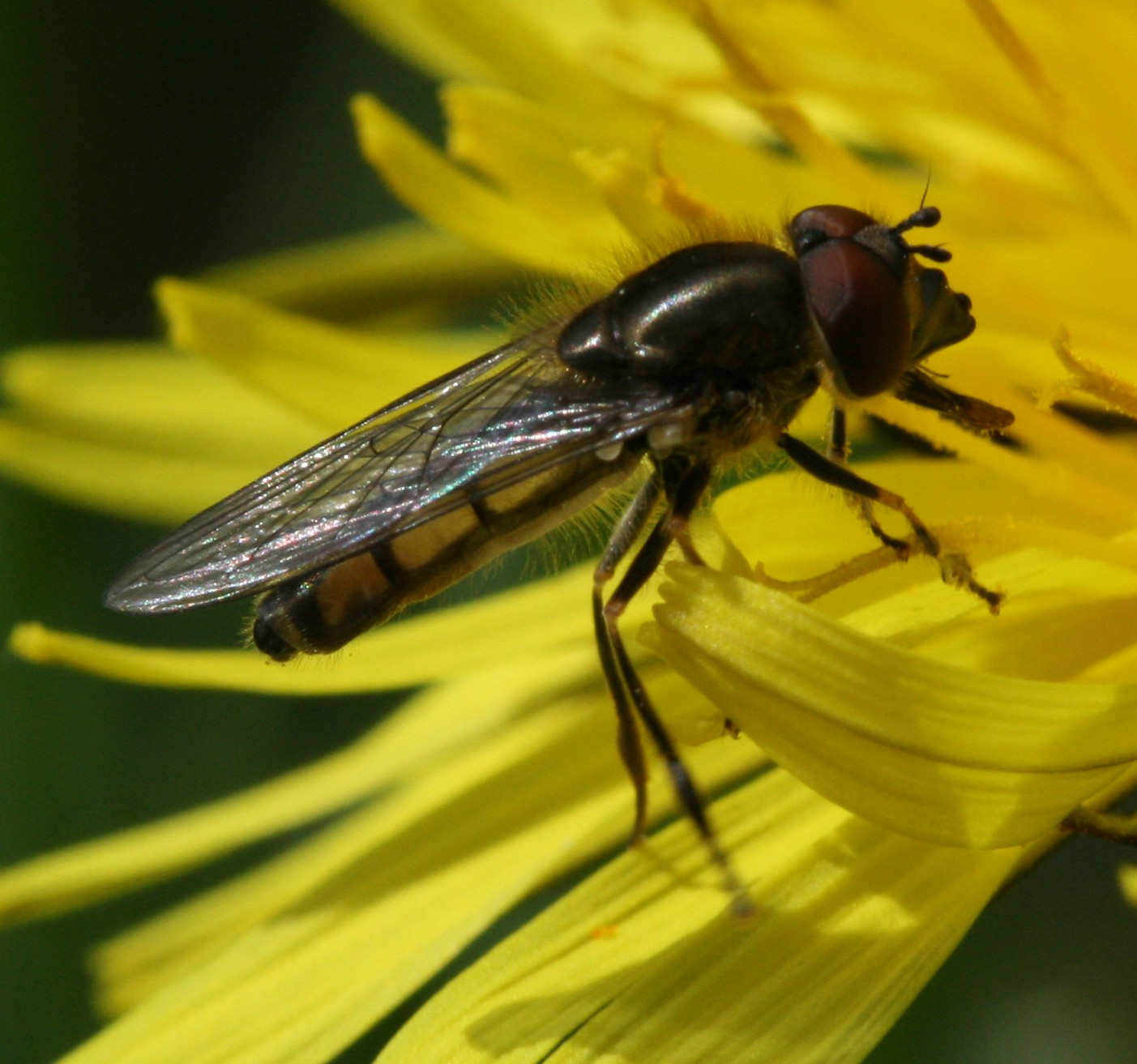
Platycheirus manicatus mâle.

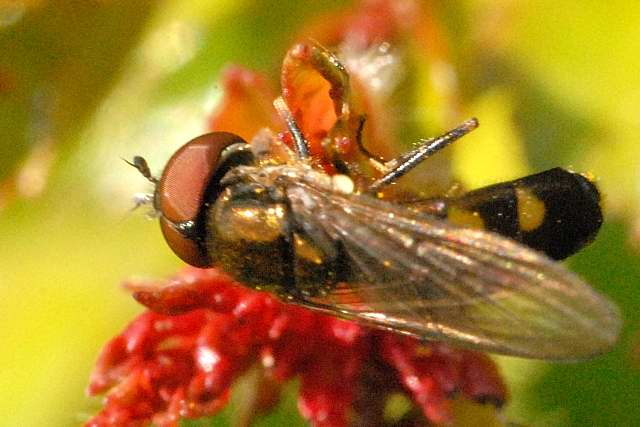
Platycheirus splendidus mâle.

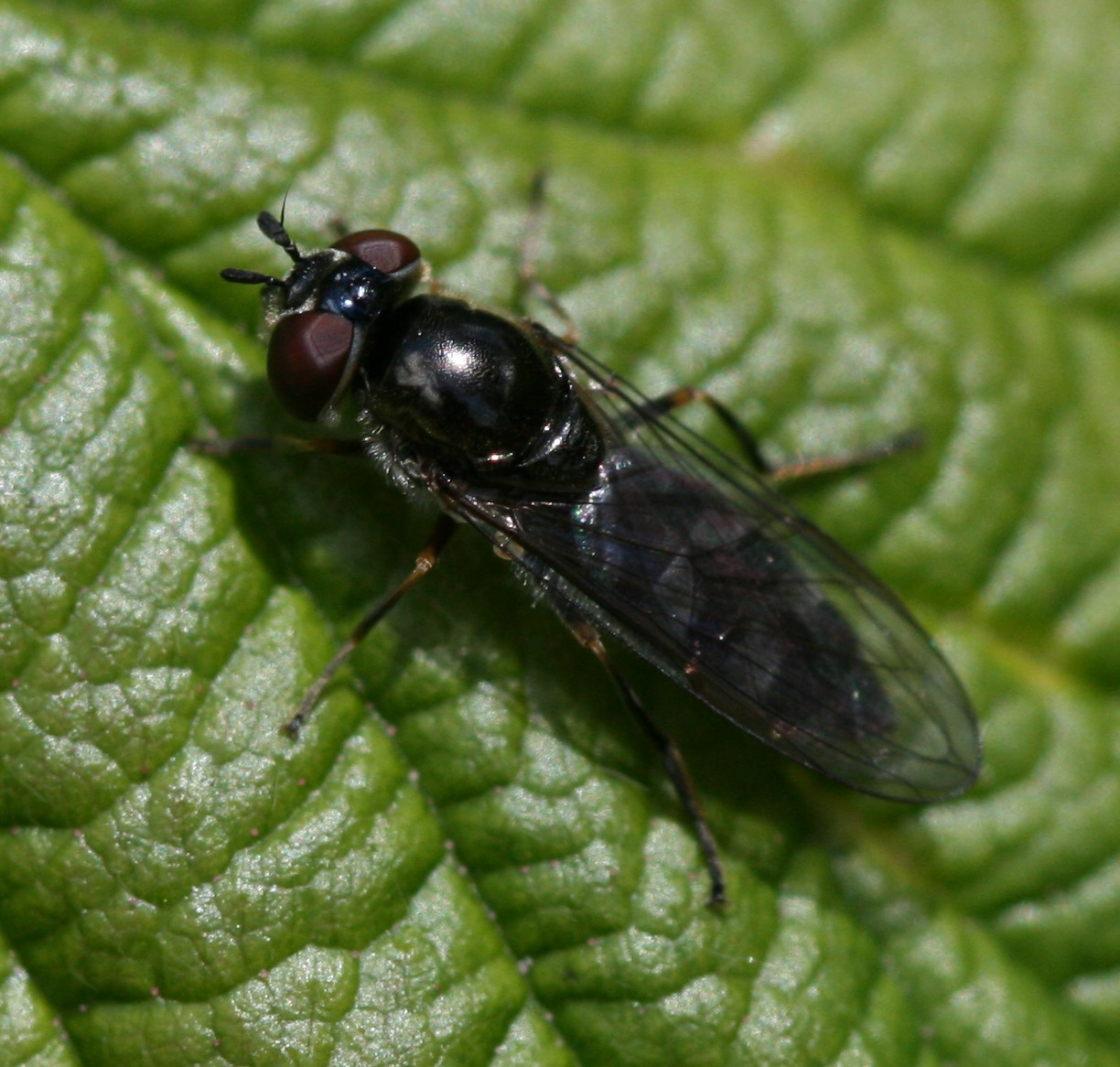
Platycheirus albimanus femelle.

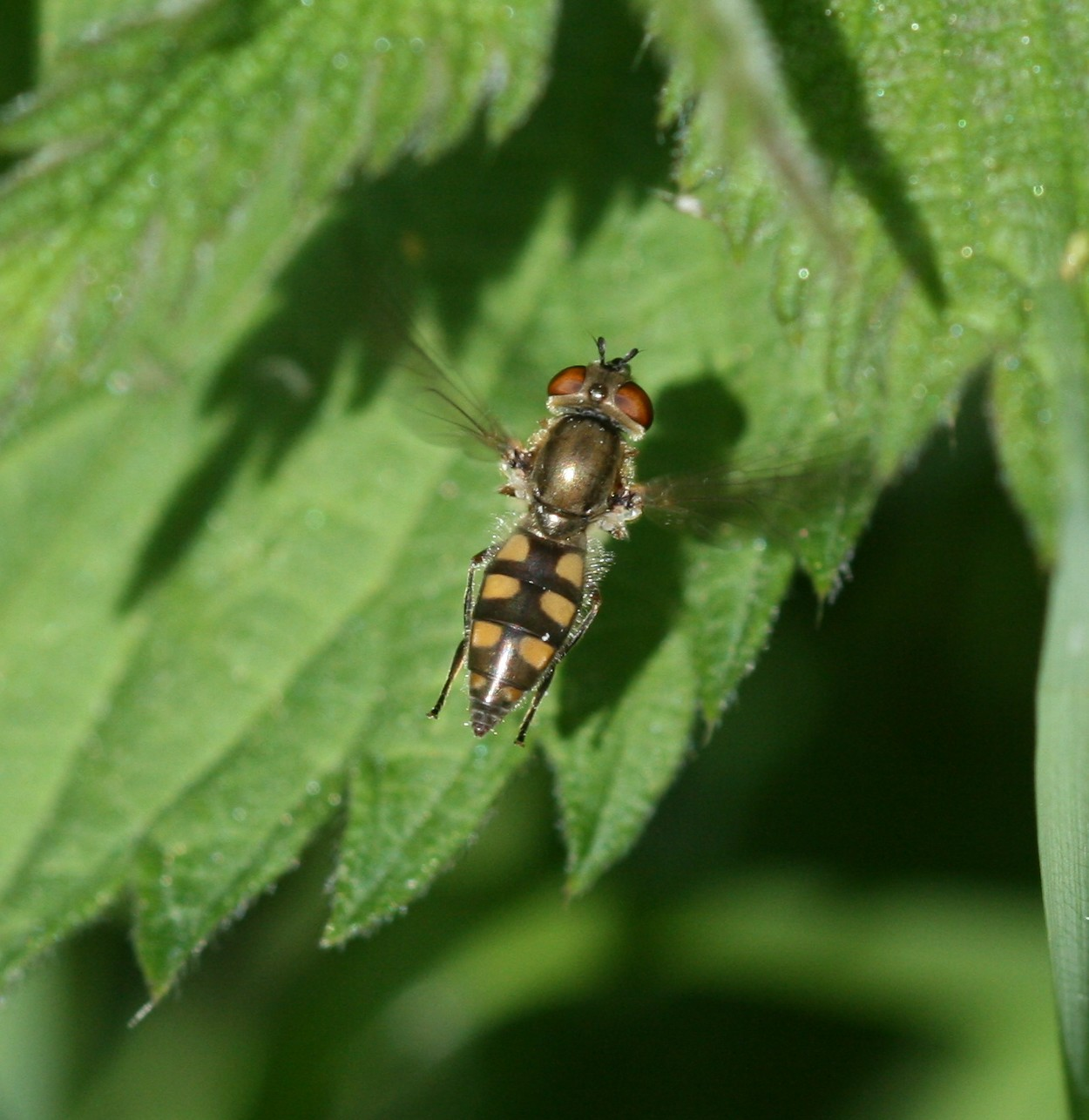
Platycheirus manicatus femelle.

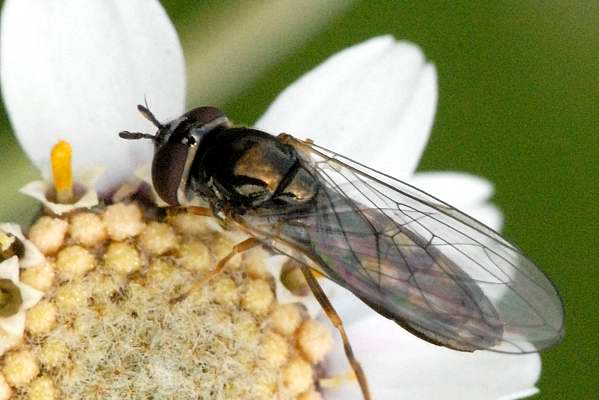
Platycheirus occultus femelle.

Sous-genre : Platycheirus Lepeletier & Serville, 1828
- Platycheirus abruzzensis van der Goot, 1969
- Platycheirus aeratus Coquillet, 1900
- Platycheirus albimanus (Fabricius, 1781)
- Platycheirus amplus (Curran, 1927)
- Platycheirus angustatus (Zetterstedt, 1843)
- Platycheirus angustipes Goeldlin, 1974
- Platycheirus atra (Curran, 1925)
- Platycheirus aurolateralis Stubbs, 2002
- Platycheirus carinatus Curran, 1927
- Platycheirus chilosia (Curran, 1927)
- Platycheirus ciliatus Bigot, 1884
- Platycheirus ciliger Loew, 1856
- Platycheirus cintoensis van der Goot, 1961
- Platycheirus clypeatus (Meigen, 1822)
- Platycheirus coerulescens (Williston, 1887)
- Platycheirus complicatus (Becker, 1889)
- Platycheirus concinnus (Snow, 1895)
- Platycheirus coracinus Vockeroth, 1986
- Platycheirus cyaneus (Muller, 1764)
- Platycheirus discimanus (Loew, 1871)
- Platycheirus europaeus Goeldlin, Maibach & Speight, 1990
- Platycheirus fasciculatus (Loew, 1856)
- Platycheirus femineum Curran, 1931
- Platycheirus flabella Hull, 1944
- Platycheirus fulviventris (Macquart, 1829)
- Platycheirus groenlandicus Curran, 1927
- Platycheirus hesperinus Vockeroth, 1986
- Platycheirus hispidipes Vockeroth, 1986
- Platycheirus holarcticus Vockeroth, 1986
- Platycheirus hyperboreus (Stæger, 1845)
- Platycheirus immarginatus (Zetterstedt, 1849)
- Platycheirus inversus Ide, 1926
- Platycheirus islandicus (Ringdahl, 1930)
- Platycheirus jaerensis Nielsen, 1971
- Platycheirus kelloggi (Snow, 1895)
- Platycheirus kittilaensis Dusek & Láska, 1982
- Platycheirus laskai Nielsen, 1999
- Platycheirus lata (Curran, 1922)
- Platycheirus latimanus (Wahlberg, 1845)
- Platycheirus latitarsis Vockeroth, 1986
- Platycheirus luteipennis (Curran, 1925)
- Platycheirus manicatus (Meigen, 1822)
- Platycheirus melanopsis Loew, 1856
- Platycheirus modestus Ide, 1926
- Platycheirus monticola Jones, 1917
- Platycheirus muelleri Marcuzzi, 1941
- Platycheirus naso (Walker, 1949)
- Platycheirus nearcticus Vockeroth, 1986
- Platycheirus nielseni Vockeroth, 1986
- Platycheirus nigrofemoratus (Kanervo, 1934)
- Platycheirus nodosus Curran, 1923
- Platycheirus normae Fluke, 1939
- Platycheirus obscurus (Say, 1824)
- Platycheirus occidentalis Curran, 1927
- Platycheirus occultus Goeldlin, Maibach & Speight, 1990
- Platycheirus octavus Vockeroth, 1986
- Platycheirus orarius Vockeroth, 1986
- Platycheirus pacilus (Walker, 1849)
- Platycheirus parmatus Róndani, 1857
- Platycheirus parvus (Williston, 1882)
- Platycheirus peltatoides Curran, 1923
- Platycheirus peltatus (Meigen, 1822)
- Platycheirus perpallidus (Verrall, 1901)
- Platycheirus pilatus Vockeroth, 1986
- Platycheirus podagrata (Zetterstedt, 1838)
- Platycheirus podagratus (Zetterstedt, 1838)
- Platycheirus protrusus Vockeroth, 1986
- Platycheirus quadratus (Say, 1823)
- Platycheirus ramsarensis Goeldlin, Maibach & Speight, 1990
- Platycheirus rufigaster Vockeroth, 1986
- Platycheirus rufimaculatus Vockeroth, 1986
- Platycheirus scamboides Curran, 1927
- Platycheirus scambus (Stæger, 1843)
- Platycheirus scutatus (Meigen, 1822)
- Platycheirus setitarsis Vockeroth, 1986
- Platycheirus speighti Doczkal, Stuke & Goeldlin, 2002
- Platycheirus spinipes Vockeroth, 1986
- Platycheirus splendidus Rotheray, 1998
- Platycheirus squamulae (Curran, 1922)
- Platycheirus stegnoides Vockeroth, 1986
- Platycheirus sticticus (Meigen, 1822)
- Platycheirus striatus Vockeroth, 1986
- Platycheirus subordinatus (Becker, 1915)
- Platycheirus tarsalis (Schummel, 1836)
- Platycheirus tatricus Dusek & Láska, 1982
- Platycheirus tenebrosus Coquillett, 1900
- Platycheirus thompsoni Vockeroth, 1986
- Platycheirus thylax Hull, 1944
- Platycheirus transfugus (Zetterstedt, 1838)
- Platycheirus urakawensis (Matsumura, 1919)
- Platycheirus varipes Curran, 1923
- Platycheirus woodi Vockeroth, 1986

Sous-genre : Pseudoplatychirus
- Platycheirus glupovi Barkalov, 2007[5]
- Platycheirus peteri Doesburg, 1955[6]

Sous-genre : Pyrophaena - often considered a full genus.
- Platycheirus granditarsus (Forster, 1771)
- Platycheirus rosarum (Fabricius, 1787)

Selon ITIS (26 juin 2011) :
- Platycheirus aeratus (Coquillett, 1900)
- Platycheirus amplus (Curran, 1927)
- Platycheirus angustatus (Zetterstedt, 1843)
- Platycheirus atra (Curran, 1925)
- Platycheirus carinata (Curran, 1927)
- Platycheirus chilosia (Curran, 1927)
- Platycheirus ciliatus Bigot, 1884
- Platycheirus ciliger Loew, 1856
- Platycheirus clypeatus (Meigen, 1822)
- Platycheirus coerulescens (Williston, 1887)
- Platycheirus concinnus (Snow, 1895)
- Platycheirus confusus (Curran, 1925)
- Platycheirus coracinus Vockeroth, 1986
- Platycheirus cyaneus (Muller, 1764)
- Platycheirus dexter (Harris, 1780)
- Platycheirus discimanus Loew, 1871
- Platycheirus femineum Curran, 1931
- Platycheirus flabella Hull, 1944
- Platycheirus granditarsis (Forster, 1771)
- Platycheirus groenlandicus Curran, 1927
- Platycheirus hesperinus Vockeroth, 1986
- Platycheirus hispidipes Vockeroth, 1986
- Platycheirus holarcticus Vockeroth, 1986
- Platycheirus hyperboreus (Staeger, 1845)
- Platycheirus immarginatus (Zetterstedt, 1849)
- Platycheirus inversus Ide, 1926
- Platycheirus jaerensis (Nielsen, 1971)
- Platycheirus kelloggi (Snow, 1895)
- Platycheirus lata (Curran, 1922)
- Platycheirus latitarsis Vockeroth, 1986
- Platycheirus lundbecki (Collin, 1931)
- Platycheirus luteipennis (Curran, 1925)
- Platycheirus manicatus (Meigen, 1822)
- Platycheirus modestus Ide, 1926
- Platycheirus monticola Jones
- Platycheirus naso (Walker, 1949)
- Platycheirus nearcticus Vockeroth, 1986
- Platycheirus nielseni Vockeroth, 1986
- Platycheirus nodosus Curran, 1923
- Platycheirus normae Fluke, 1939
- Platycheirus obscurus (Say, 1824)
- Platycheirus occidentalis Curran, 1927
- Platycheirus octavus Vockeroth, 1986
- Platycheirus orarius Vockeroth, 1986
- Platycheirus oreadis Vockeroth, 1986
- Platycheirus pacilus (Walker, 1849)
- Platycheirus parmatus Rondani, 1857
- Platycheirus parvus (Williston, 1882)
- Platycheirus peltatoides Curran, 1923
- Platycheirus perpallidus Verrall, 1901
- Platycheirus pilatus Vockeroth, 1986
- Platycheirus podagrata (Zetterstedt, 1838)
- Platycheirus protrusus Vockeroth, 1986
- Platycheirus quadratus (Say, 1823)
- Platycheirus rosarum (Fabricius, 1787)
- Platycheirus rufigaster Vockeroth, 1986
- Platycheirus rufimaculatus Vockeroth, 1986
- Platycheirus scamboides Curran, 1927
- Platycheirus scambus (Staeger, 1843)
- Platycheirus scutatus (Meigen, 1822)
- Platycheirus setitarsis Vockeroth, 1986
- Platycheirus spinipes Vockeroth, 1986
- Platycheirus squamulae (Curran, 1922)
- Platycheirus stegnoides Vockeroth, 1986
- Platycheirus stegnus (Say, 1829)
- Platycheirus striatus Vockeroth, 1986
- Platycheirus subordinatus (Becker, 1915)
- Platycheirus tenebrosus Coquillett, 1900
- Platycheirus thompsoni Vockeroth, 1986
- Platycheirus thylax Hull, 1944
- Platycheirus trichopus (Thomson, 1869)
- Platycheirus urakawensis (Matsumura, 1919)
- Platycheirus varipes Curran, 1923
- Platycheirus willistoni (Goot, 1964)
- Platycheirus woodi Vockeroth, 1986